# Kaszabozetes velatus
Kaszabozetes velatus är en kvalsterart som beskrevs av Sandór Mahunka 1988. Kaszabozetes velatus ingår i släktet Kaszabozetes och familjen Microzetidae. Inga underarter finns listade i Catalogue of Life.